# 埃塔朗特
埃塔朗特（法語：Étalante，法語發音：[etalɑ̃t]）是法国科多尔省的一个市镇，属于蒙巴尔区。

## 地理
埃塔朗特（47°38'29"N, 4°45'45"E）面积39.15 平方千米，位于法国勃艮第-弗朗什-孔泰大區科多尔省，该省份为法国中东部省份，北起奥布省，西接涅夫勒省和约讷省，南至索恩-卢瓦尔省，东南接汝拉省，东临上索恩省，东北部与上马恩省接壤。
与埃塔朗特接壤的市镇（或旧市镇、城区）包括：艾涅勒迪克、普瓦瑟勒拉格朗日、迪埃姆、埃沙洛、米诺、穆瓦特龙、瓦尼、奥雷。

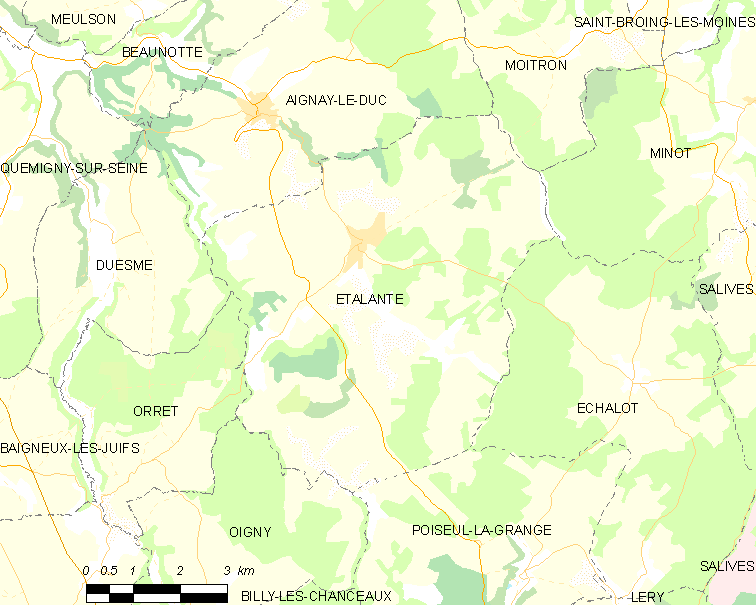
埃塔朗特的OSM定位图

埃塔朗特的时区为UTC+01:00、UTC+02:00（夏令时）。

## 行政
埃塔朗特的邮政编码为21510，INSEE市镇编码为21253。

## 政治
埃塔朗特所属的省级选区为塞纳河畔沙蒂永县。

## 人口

1962-2008年间埃塔朗特人口变化图示

埃塔朗特于2022年1月1日时的人口数量为128人。